# Herbert Clauß
Herbert Clauß (* 9. April 1907 in Schwarzenberg; † 5. Mai 2005 in Quakenbrück) war ein deutscher Volkskundler und Heimatforscher.

## Leben
Herbert Clauß stammte aus Schwarzenberg im westlichen Erzgebirge, wo er 1907 als Sohn des späteren Zwickauer Oberbahnsekretärs Edwin Clauß geboren wurde. Nach Besuch eines Realgymnasiums besuchte er in Zwickau das Lehrerseminar, um Volksschullehrer zu werden. Anschließend studierte er an der Universität Leipzig Germanistik, Geschichte und Sport, wo er 1933 an der Philosophischen Fakultät mit einer dialektgeographischen Untersuchung zur Geschichte und Sprache des sächsisch-böhmischen Westerzgebirges bei Fritz Karg und Theodor Frings zum Dr. phil. promoviert wurde. Seine erste Anstellung als Lehrer fand er am Gymnasium in Schneeberg. Sein Kriegsdienst in der Wehrmacht endete in sowjetischer Kriegsgefangenschaft, während der er fünf Jahre lang nach Sibirien deportiert war. Nach der Rückkehr nach Deutschland war er zunächst von der SDAG Wismut untertage eingesetzt. Danach übernahm er die Geschäftsführung des Museums für bergmännische Volkskunst in Schneeberg und erhielt schließlich eine Anstellung als Oberassistent von Friedrich Sieber an dem an die Deutsche Akademie der Wissenschaften zu Berlin angegliederten Institut für deutsche Volkskunde in Dresden. Er legte mehrere meist volkskundliche Publikationen über seine Heimat vor, auch nachdem er mit seiner Familie 1957 die DDR verlassen hatte. 
Er ließ sich in Quakenbrück im Osnabrücker Land nieder, wo er bis zu seinem Tod 2005 lebte und wirkte. Als Lehrer war er am dortigen Artland-Gymnasium tätig. Daneben engagierte er sich im Kreisheimatbund Bersenbrück, für den er unter anderem die Schriftleitung der „Mitteilungen“ und der „Schriftenreihe“ übernahm. Die Heimatbeilagen Bersenbrücker Kreisblatt und Bramscher Nachrichten der Neuen Osnabrücker Zeitung betreute er bis zum Alter von 75 Jahren redaktionell.

## Werke (Auswahl)
- Geschichte und Sprache des sächsisch-böhmischen Westerzgebirges. Halle/Saale 1934.
- Zwickau, 1. Aufl. Leipzig 1953; 2. Aufl. Leipzig 1954 (Unser kleines Wanderheft, 12)
- Freier Berg und vermessenes Erbe. Untersuchungen zur Frühgeschichte des Freiberger Bergbaus und zur Entwicklung des Erbbereitens (mit Siegfried Kube) Berlin 1957.
- Das Erzgebirge. Land und Leute. (Hrsg.), Frankfurt am Main 1967.
- Hausinschriften des Kreises Bersenbrück. Quakenbrück 1973.